# 1901 au cinéma
| Années du cinéma : 1898 - 1899 - 1900 - 1901 - 1902 - 1903 - 1904    |
| Décennies du cinéma : 1870 - 1880 - 1890 - 1900 - 1910 - 1920 - 1930 |

Cet article présente les faits marquants de l'année 1901 au cinéma.

## Évènements
- Janvier : Charles Pathé ouvre des studios provisoires à Vincennes. Il entreprend la production de films à grande échelle.

## Principaux films de l'année

### France
- Barbe Bleue de Georges Méliès dans les studios de Montreuil.    France
- Histoire d'un crime et La visite du tsar à Paris de Ferdinand Zecca.    France
- Hussards et Grisettes de Alice Guy (Studios Gaumont).   France
- À la conquête de l'air, par Ferdinand Zecca

### Grande Bretagne
- Au feu!, par James Williamson
- Stop Thief / Au voleur, par James Williamson
- Le Grand avaleur, par James Williamson

## Principales naissances
- 1er février : Clark Gable, acteur de cinéma américain († 16 novembre 1960).
- 25 février : Zeppo Marx, membre des Marx Brothers († 30 novembre 1979).
- 25 mars : Ed Begley, acteur américain († 28 avril 1970).
- 27 mars : Carl Barks, illustrateur et écrivain américain († 25 août 2000).
- 5 avril : Melvyn Douglas, acteur américain († 4 août 1981).
- 3 mai : Gino Cervi, acteur italien († 3 janvier 1974).
- 7 mai : Gary Cooper, acteur de cinéma américain († 13 mai 1961).
- 17 mai : Donald Kirke, acteur américain († 18 mai 1971).
- 1er juin : Raymond Souplex, acteur français († 22 novembre 1972).
- 18 juin : Jeanette MacDonald, actrice et chanteuse américaine († 14 janvier 1965).
- 23 juin : Pierre Batcheff, acteur français d'origine russe († 12 avril 1932).
- 7 juillet : Vittorio De Sica, cinéaste italien († 13 novembre 1974).
- 1er août : Alexandre Alexeïeff, cinéaste d'animation d'origine russe. († 9 août 1982).
- 25 septembre : Robert Bresson, cinéaste français († 18 décembre 1999).
- 3 octobre : Jean Grémillon, réalisateur français († 25 novembre 1959).
- 5 décembre : Walt Disney, dessinateur, réalisateur et producteur de dessins animés et de films américain († 15 décembre 1966).
- 21 décembre : Roland Armontel, acteur français († 8 mars 1980).
- 27 décembre : Marlène Dietrich, née Maria Magdalena von Losch, actrice germano-américaine († 6 mai 1992).